# Пољица (Подбабље)
Пољица (позната и као Имотска Пољица) су насељено место у саставу општине Подбабље, Сплитско-далматинска жупанија, Република Хрватска.

## Историја
До територијалне реорганизације у Хрватској налазила су се у саставу старе општине Имотски.

## Становништво
На попису становништва 2011. године, Пољица су имала 808 становника.
| Број становника по пописима | Број становника по пописима | Број становника по пописима | Број становника по пописима | Број становника по пописима | Број становника по пописима | Број становника по пописима | Број становника по пописима | Број становника по пописима | Број становника по пописима | Број становника по пописима | Број становника по пописима | Број становника по пописима | Број становника по пописима | Број становника по пописима | Број становника по пописима |
| --------------------------- | --------------------------- | --------------------------- | --------------------------- | --------------------------- | --------------------------- | --------------------------- | --------------------------- | --------------------------- | --------------------------- | --------------------------- | --------------------------- | --------------------------- | --------------------------- | --------------------------- | --------------------------- |
| 1857.                       | 1869.                       | 1880.                       | 1890.                       | 1900.                       | 1910.                       | 1921.                       | 1931.                       | 1948.                       | 1953.                       | 1961.                       | 1971.                       | 1981.                       | 1991.                       | 2001.                       | 2011.                       |
| 835                         | 1.288                       | 989                         | 1.097                       | 1.364                       | 1.641                       | 1.449                       | 1.101                       | 1.188                       | 1.191                       | 1.124                       | 1.160                       | 992                         | 970                         | 816                         | 808                         |

Напомена: Од 1857. до 1921. садржи податке за насеље Иванбеговина, а у 1869. део података за насеље Криводол те део података у 1857. и 1869. за насеље Локвичићи (општина Локвичићи).

### Попис 1991.
На попису становништва 1991. године, насељено место Пољица је имало 970 становника, следећег националног састава:
| Попис 1991.‍  | Попис 1991.‍  | Попис 1991.‍ | Попис 1991.‍ | Попис 1991.‍ |
| ------------ | ------------ | ----------- | ----------- | ----------- |
|              |              |             |             |             |
| Хрвати       | Хрвати       |             | 962         | 99,17%      |
| Мађари       | Мађари       |             | 1           | 0,10%       |
| Словенци     | Словенци     |             | 1           | 0,10%       |
| неопредељени | неопредељени |             | 1           | 0,10%       |
| непознато    | непознато    |             | 5           | 0,51%       |
| укупно: 970  |              |             |             |             |